# James Van Allen

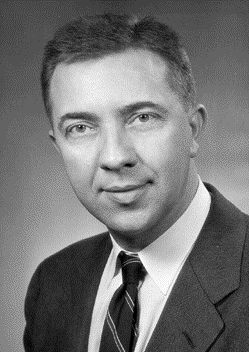
James Alfred Van Allen

James Alfred Van Allen (ur. 7 września 1914 w Mount Pleasant w stanie Iowa, zm. 9 sierpnia 2006 w Iowa City) – fizyk amerykański, badacz kosmosu. Jeden z twórców pierwszego amerykańskiego sztucznego satelity. Odkrył pasy radiacyjne wokół Ziemi (Pasy Van Allena).

## Życiorys

### Szkoła i studia
W 1931 roku ukończył Wyższą Szkołę Publiczną w Mount Pleasant. W 1935 roku otrzymał stopień Bachelor of Science (B.Sc. - licencjat) na Iowa Wesleyan College w Mount Pleasant. Podczas swoich studenckich lat śledził meteory, kierując magnetycznym przeglądem w Mount Pleasant oraz mierzył promieniowanie kosmiczne na poziomie ziemi. W 1936 roku otrzymał tytuł magistra fizyki na University of Iowa. W 1939 roku otrzymał stopień doktora fizyki jądrowej na tymże uniwersytecie. W swoich badaniach doktoranckich mierzył reakcję deuteron-deuteron.

### Praca

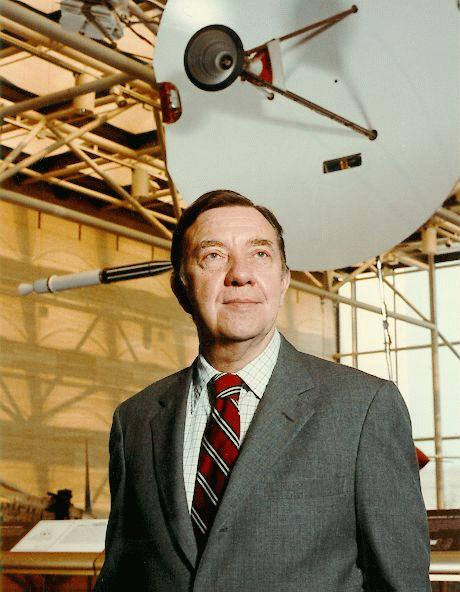
James Van Allen

W 1940 roku pracował w Carnegie Institution w Waszyngtonie nad detonatorami zbliżeniowymi do rakiet i bomb lotniczych.
W kwietniu 1942 roku przeniósł się do Laboratorium Fizyki Stosowanej na Johns Hopkins University. Tam pracował nad rozwinięciem odporności próżniowej lampy elektronowej. Po ataku na Pearl Harbour wstąpił do marynarki wojennej. Służył na południowym Pacyfiku jako zastępca oficera broni.
W 1946 odszedł z US Navy. Wrócił do Laboratorium Fizyki Stosowanej. Zorganizował i prowadził zespół do badań na dużych wysokościach. Używał przechwyconych po II wojnie światowej rakiet V-2. Były one jednak za ciężkie i nie mogły osiągnąć odpowiedniej wysokości. W tej sytuacji Van Allen zaprojektował własną rakietę, złożoną z elementów wojskowych pocisków Aerojet WAC Corporal i stworzonych dla marynarki Bumblebee. Nazwano ją "Aerobee". Były odpalane z 53-metrowych wież. Mogły osiągnąć wysokość 130 km z ładunkiem 68 kg. W latach 1946–1951 pod kierownictwem Van Allena i jego współpracownika Ernsta Krause wystrzelono 48 rakiet V-2 i 30 Aerobee.
W 1949 roku ogłosił razem z kmdr. Lee Lewisem, kmdr. G. Halvorsonem i S. Fredem Singerem pomysł "Rockoon" – połączenia balonu meteorologicznego z rakietą. Rakieta miała być odpalana, gdy balon osiągnie odpowiednią wysokość. Dzięki temu rakiety docierały wyżej niż kiedy startowały z ziemi. Sama nazwa "rockoon" powstała z połączenia słów rakieta (rocket) i balon (baloon). 
5 kwietnia 1950 roku Van Allen porzucił Laboratorium Fizyki Stosowanej na rzecz badań w Brookhaven National Laboratory. Wiosną 1950 roku rozpoczął dyskusję nad stworzeniem i koordynacją ogólnoświatowego programu naukowego nawiązującego do zbliżającego się maksimum w aktywności słonecznej. Program naukowy oparty był na dwóch poprzednich tzw. Polar Years (1882-1883, 1932-1933) i obliczony na zwiększenie świadomości istnienia ziemskiej atmosfery. W ten sposób narodził się Międzynarodowy Rok Geofizyczny (1957-1958), dzięki któremu rząd Stanów Zjednoczonych podjął się wystrzelenia satelitów służących obserwacjom geofizycznym.
W 1951 roku James Van Allen został rektorem wydziału fizyki University of Iowa w Iowa City. Zachęcał studentów do udziału w badaniach kosmosu.
W 1952 roku nie dostał zezwolenia na odpalanie swoich rockoons z racji zagrożenia jakie stwarzały dla ludności. W związku z tym poprosił marynarkę o możliwość kontynuowania badań na lodołamaczu „Eastwind” stacjonującym na Grenlandii. W 1953 badania przy użyciu rockoon przyniosły pierwsze ślady istnienia pasów radiacyjnych wokół Ziemi.

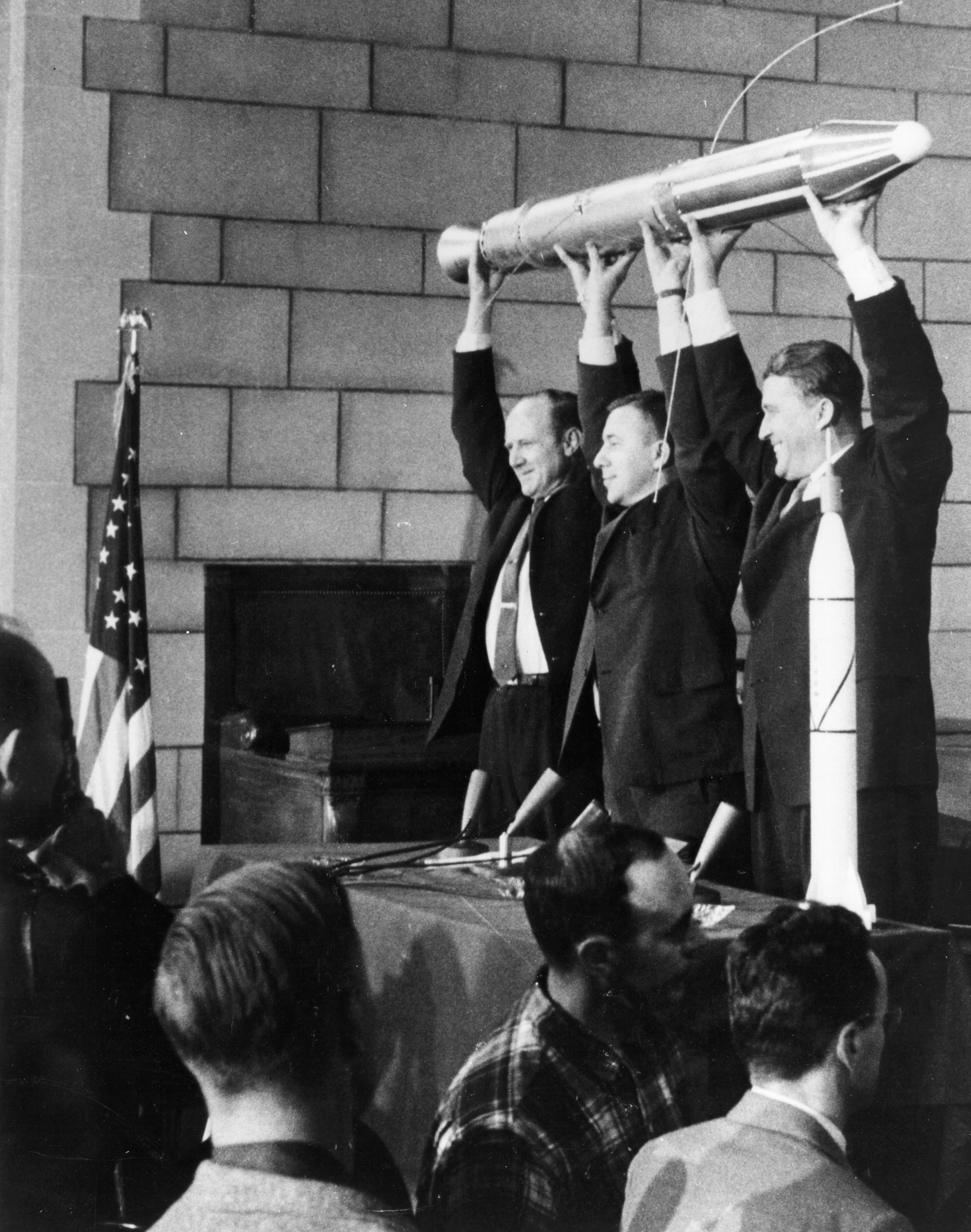
Projektanci Explorera I

31 stycznia 1958 roku wystrzelono pierwszego amerykańskiego satelitę – Explorera I (w cztery miesiące po Sputniku 1). Na pokładzie znalazły się urządzenia do badania promieniowania kosmicznego zaprojektowane przez Van Allena i jego studentów. Dane z Explorerów I i III pozwoliły odkryć rejon, w którym promieniowanie cząsteczkowe jest utrzymywane przez ziemskie pole magnetyczne. 6 grudnia 1958 wystrzelono Pioneera 3. Dane otrzymane za jego pomocą pozwoliły Van Allenowi odkryć drugi pas radiacyjny.
Van Allen kierował badaniami naukowymi dwudziestu czterech ziemskich satelitów i misji planetarnych, począwszy od pierwszego amerykańskiego satelity Explorer 1, poprzez satelity Explorer III i Hawkeye 1, sondy Pioneer 10 i Pioneer 11, Mariner, Voyager, Galileo.
W 1985 roku odszedł na emeryturę. Zmarł 9 sierpnia 2006 roku w szpitalu uniwersyteckim w Iowa City z powodu niewydolności serca.

## Wyróżnienia
James Van Allen został uhonorowany m.in.:
- Złotym Medalem Królewskiego Towarzystwa Astronomicznego (1978)
- Nagrodą Crafoorda (1989)

Otrzymał również 13 doktoratów honorowych.